# Dziwogon czubaty
Dziwogon czubaty (Dicrurus forficatus) – gatunek średniego ptaka z rodziny dziwogonów (Dicruridae). Występuje tylko na Madagaskarze i pobliskich wyspach oraz na wyspie Nzwani w archipelagu Komorów.

## Podgatunki
Wyróżniono dwa podgatunki D. forficatus:
- D. forficatus forficatus – Madagaskar i pobliskie wyspy, w tym Nosy Be, Nosy Komba, Nosy Boraha.
- D. forficatus potior – Nzwani.

## Morfologia
WyglądBrak dymorfizmu płciowego w upierzeniu. Jest całkowicie czarny, jedynie lotki są nieco brązowawe, a reszta upierzenia lekko opalizuje na niebiesko. Oczy czerwone, średniej długości szary dziób i czarny czubek. Ogon długi i widlasty, krótkie czarne nogi. Młode dziwogony czubate mają białawe, sprawiające wrażenie łusek końce piór i krótszy czubek.
Wymiary
- długość ciała: 25,4 cm
- rozpiętość skrzydeł: 40,6–45,7 cm
- masa ciała: 28,3–45 g

## Ekologia i zachowanie

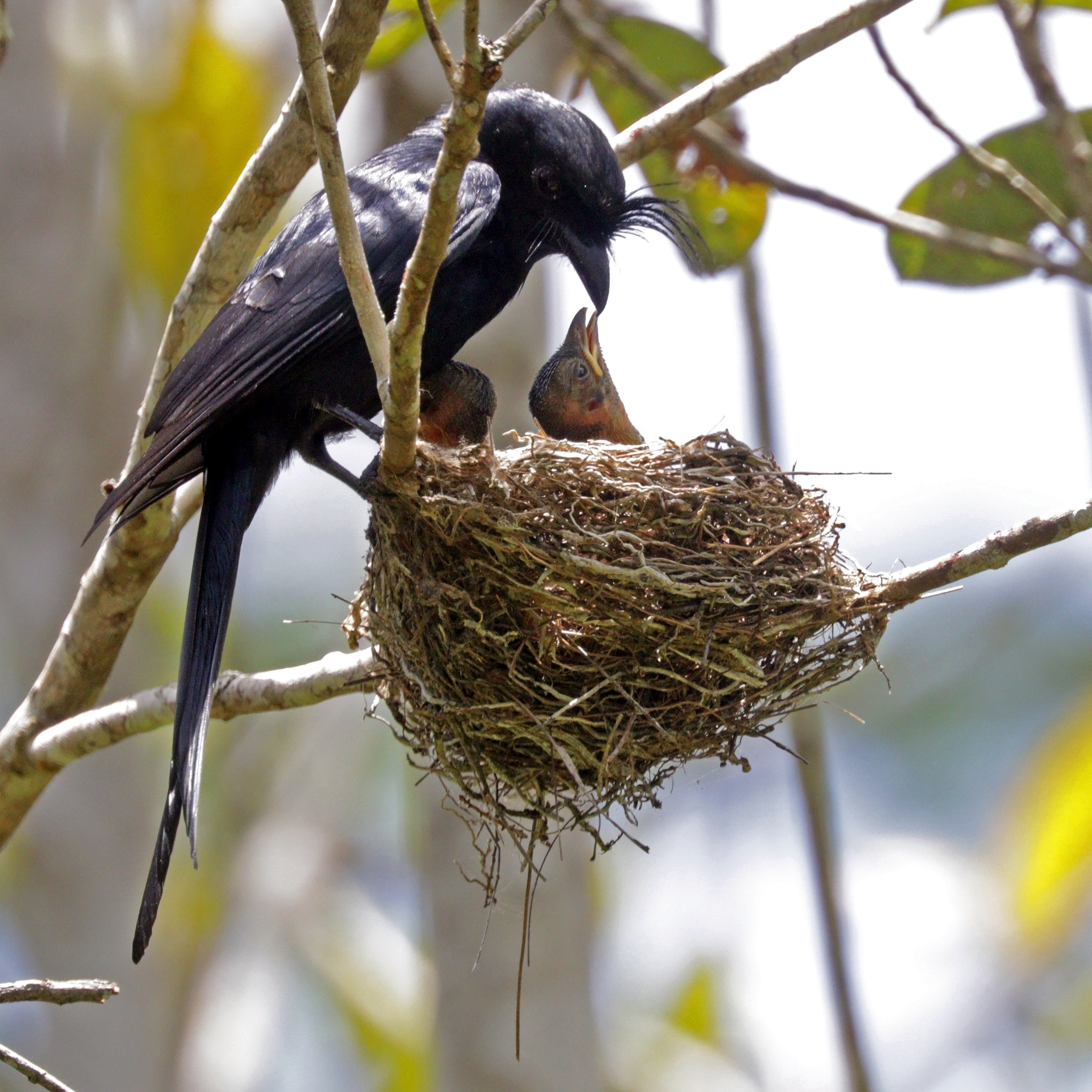
Dziwogon czubaty karmiący pisklęta

BiotopLuźne zadrzewienia od morza aż do pogórzy.
ZachowanieZazwyczaj przebywa sam, ale kiedy koczuje, łączy się w stada z innymi gatunkami. Poluje z czatowni w koronie drzewa.
GłosPiosenka to nagłe, przenikliwe i nieukładające się w melodię trele. Wabi gwiżdżącym tłii-to-ii. Dobrze naśladuje odgłosy z otoczenia.
PożywienieRóżne owady.
LęgiWyprowadza 1 lub 2. Wysoko na gałęzi buduje miseczkowate gniazdo. Składa 2–4 jaja, inkubacja trwa około 13 dni. Młode potrafią latać po około 16 dniach.

## Status
Międzynarodowa Unia Ochrony Przyrody (IUCN) uznaje dziwogona czubatego za gatunek najmniejszej troski (LC, Least Concern) nieprzerwanie od 1988 roku. Liczebność populacji nie została oszacowana, ale ptak ten jest opisywany jako pospolity, z wyjątkiem bezdrzewnych obszarów centralnego płaskowyżu Madagaskaru. Trend liczebności populacji nie jest znany.